# Aturbina maculata
Aturbina maculata is een haft uit de familie Baetidae. De wetenschappelijke naam van de soort is voor het eerst geldig gepubliceerd in 2011 door Salles, Boldrini & Shimano.
De soort komt voor in het Neotropisch gebied.